# Mesija (Händel)
Mesija (HWV 56) je oratorij na engleskom jeziku, koji je 1741. sastavio Georg Friedrich Händel s tekstom iz Svetoga Pisma, kojeg je pripremio Charles Jennens iz Biblije kralja Jakova i iz Psalama. 
Praizveden je u Dublinu 13. travnja 1742. godine i gotovo godinu dana kasnije dobio svoju premijeru u Londonu. Nakon prvotno skromnog javnog prijema, oratorij je postao popularan, a kasnije postaje jedno od najpoznatijih i najčešće izvedenih zborskih djela zapadne glazbe.
Händelov ugled u Engleskoj, gdje je živio od 1712. godine, uspostavljen je kroz njegove talijanske opere. Okrenuo se engleskom oratoriju u 1730.-ima kao odgovor na promjene u ukusu javnosti; Mesija je bio njegov šesti rad u tom žanru. Iako njegova struktura sliči operi, nije u dramatičnom obliku; nema lažnoga predstavljanja likova i nema izravnoga govora. Umjesto toga, Jennensov tekst je produljen odraz Isusa kao Mesije. Tekst započinje u I. dijelu s proročanstvima Izaije i drugih proroka, i pomiče se na naviještanje pastirima, jedine "scene" izravno preuzete iz Evanđelja. U II. dijelu Händel se usredotočuje na Mudrost i završava zborom "Hallelujah". U III. dijelu teme su uskrsnuće mrtvih i Kristovo slavljenje na nebu.
Händel je napisao Mesiju za ne previše zahtjevne vokalne i instrumentalne izvedbe. U godinama nakon njegove smrti, djelo je prilagođeno za izvedbu, s velikim orkestrima i zborovima. Orkestracija je revidirana i pojačana, a to je između ostalih činio i Mozart. Krajem 20. i početkom 21. stoljeća trend je usmjeren na izvedbe, koje su sličnije Händelovim prvobitnim namjerama, iako se nastavljaju izvedbe s velikim orkestrima i zborovima. 
Gotovo kompletna verzija oratorija objavljena je na gramofonskim pločama od 78 okretaja u minuti još davne 1928. godine, a od tada do danas to je Händelovo djelo snimljeno i objavljeno na mnogim nosačima zvuka.